# Calatanhaçor
Calatanhaçor (em castelhano: Calatañazor) é um município da Espanha na província de Sória, comunidade autónoma de Castela e Leão, de área 64,82 km² com população de 63 habitantes (2007) e densidade populacional de 0,97 hab./km². O nome da aldeia provém do árabe Qal`at an-Nusur (قلعة النسور), que significa "Castelo das Águias".

## Demografia
| Variação demográfica do município entre 1991 e 2004 | Variação demográfica do município entre 1991 e 2004 | Variação demográfica do município entre 1991 e 2004 | Variação demográfica do município entre 1991 e 2004 |
| --------------------------------------------------- | --------------------------------------------------- | --------------------------------------------------- | --------------------------------------------------- |
| 1991                                                | 1996                                                | 2001                                                | 2004                                                |
| 71                                                  | 76                                                  | 61                                                  | 61                                                  |